# The Score
The Score — американський альтернативний рок-гурт, утворений у Нью-Йорку у 2015 році. До складу гурту входять Едді Ентоні (вокаліст, гітарист) та Едан Довер (клавішник, продюсер). Вони були підписані до Republic Records у 2015 році після того, як їхня пісня «Oh My Love» була використана для рекламної кампанії мережі супермаркетів Asda.

## Історія
The Score стали відомими на початку 2015 року після того, як британська мережа супермаркетів Asda (що належить Walmart) використала їхній трек «Oh My Love» у великій рекламній кампанії під назвою «Save Money, Live Better». За словами Asda, однією з причин, чому вони обрали цю пісню було те, що «вони були безіменними і невідомими».
Використання пісні в рекламі допомогло The Score піднятися в очах громадськості й у липні 2015 року «Oh My Love» досягла 43 місця у UK Singles Chart. Цього ж року пісня стала найпопулярнішою серед інших пісень з реклам за пошуком на сервісі Shazam. Пісня також з'явилася у фільмі 2015 року Елвін і бурундуки: Бурундомандри.
Після успіху «Oh My Love» The Score підписали контракт з Republic Records. Вони випустили свій дебютний міні-альбом Where Do You Run у вересні 2015 року. Пісня з цього EP «On and On» була представлена у лінійці весняного програмування для HBO.

### 2016:UnstoppableEP
Після того, як в соціальних мережах оголосили, що вийде новий EP, The Score офіційно випустили Unstoppable EP 23 вересня 2016 року. Заголовна пісня стала одним із саундтреків до фільму 2017 року Power Rangers. 2017 року «Unstoppable» була також використана як пісенна тема для головної події World Series of Poker (WSOP), що транслювалася у прямому ефірі ESPN2 та Poker Central, починаючи з 8 липня. 2018 року пісня була використана у рекламній кампанії для Jeep Grand Cherokee. «Unstoppable» була також використана в одному з відео Dude Perfect's під назвою «Water Bottle Flip Edition | Dude Perfect», що вийшов 18 липня 2016 року.

### 2017—2018:Myths & Legends,Atlasта сингли
14 квітня 2017 року The Score випустили EP під назвою Myths & Legends, що включав нові пісні «Higher» та «Miracle».8 вересня вони випустили «Never Going Back» як головний сингл з їхнього дебютного альбому Atlas, що вийшов 13 жовтня. Як частина цього альбому вийшли пісні «Shakedown», «Who I Am», «Strange», «Only One», «Believe» та «Tightrope».
«Legend» була використана у саундтреку до NHL 18, що вийшов 15 вересня 2017 року. Вона також використовувалася як саундтрек до Asphalt 9: Legends, що вийшов 25 липня 2018 року.
У 2018 році гурт відкрився для Echosmith, щоб підтримати їхній тур «Inside A Dream». Восени 2018 року вони повинні були повернутися у свій «Revolution Tour» з особливими гостями The Orphan The Poet та Birthday.
29 червня 2018 року The Score випустили сингл «Glory». Glory був також представлений у відео Dude Perfect під назвою «Model Rocket Battle 2 | Dude Perfect», що вийшло 14 січня 2019 року.
7 вересня 2018 року The Score випустили сингл «Stronger». Згідно з їхнім Twitter акаунтом,
пісня символізує нову еру для гурту. Офіційне музичне відео до пісні вийшло 4 жовтня 2018 року на YouTube.
26 жовтня 2018 року The Score випустили ще один сингл під назвою «The Fear».
Пісня «Higher» також з'являлася у 22 серії 2 сезону серіалу «Рівердейл».

### 2019:Pressure EPтаStay EP
29 січня 2019 року The Score оголосили, що 1 лютого 2019 року вийде EP під назвою Pressure, який міститиме пісні «Under The Pressure», «Born For This» та «Dreamin'» за участі американського репера blackbear. Також до нього входять видані раніше пісні «The Fear», «Glory» та «Stronger».
24 травня 2019 року The Score випустили новий сингл під назвою «Stay».
1 серпня 2019 року The Score оголосили свій новий EP під назвою Stay, що вийшов 9 серпня. Він включає 6 пісень.

## Учасники
- Едді Ентоні (вокал, гітара)
- Едан Довер (клавішні, продюсер, бек-вокал)

## Дискографія

### Студійні альбоми
| Atlas                                           | - Дата випуску: 13 жовтня 2017 року - Лейбл: Republic Records - Формати: CD, Цифрове завантаження | – | 18 |  |
| «–» позначає випуски, що не потрапили до чартів |                                                                                                   |   |    |  |

### Міні-альбоми
| Назва            | Інформація                                                                                     |
| ---------------- | ---------------------------------------------------------------------------------------------- |
| Where Do You Run | - Дата випуску: 25 вересня 2015 року - Лейбл: Republic Records - Формати: Цифрове завантаження |
| Unstoppable      | - Дата випуску: 23 вересня 2016 року - Лейбл: Republic Records - Формати: Цифрове завантаження |
| Myths & Legends  | - Дата випуску: 14 квітня 2017 року - Лейбл: Republic Records - Формати: Цифрове завантаження  |
| Stripped         | - Дата випуску: 11 серпня 2017 року - Лейбл: Republic Records - Формати: Цифрове завантаження  |
| Pressure         | - Дата випуску: 1 лютого 2019 року - Лейбл: Republic Records - Формати: Цифрове завантаження   |
| Stay             | - Дата випуску: 9 серпня 2019 року - Лейбл: Republic Records - Формати: Цифрове завантаження   |

### Сингли
| Назва               | Рік випуску | Позиція в чартах | Позиція в чартах | Позиція в чартах | Альбом            |
| Назва               | Рік випуску | UK               | US Adult         | US Rock          | Альбом            |
| ------------------- | ----------- | ---------------- | ---------------- | ---------------- | ----------------- |
| «Oh My Love»        | 2015        | 43               | 37               | –                | Where Do You Run? |
| «White Iverson»     | 2015        | –                | –                | –                | без альбому       |
| «On and On»         | 2016        | –                | –                | –                | без альбому       |
| «Unstoppable»       | 2016        | –                | –                | 24               | Unstoppable       |
| «Legend»            | 2017        | –                | –                | 36               | Myths & Legends   |
| «Revolution»        | 2017        | –                | –                | 50               | Myths & Legends   |
| «Miracle»           | 2017        | –                | –                | –                | Myths & Legends   |
| «Higher»            | 2017        | –                | –                | –                | Myths & Legends   |
| «Never Going Back»  | 2017        | –                | –                | –                | Atlas             |
| «Glory»             | 2018        | –                | –                | –                | Pressure          |
| «Stronger»          | 2018        | –                | –                | –                | Pressure          |
| «The Fear»          | 2018        | –                | –                | –                | Pressure          |
| «Stay»              | 2019        | –                | –                | –                | Stay              |
| «In My Bones»       | 2019        | –                | –                | –                | Stay              |
| «Hunger»            | 2019        | –                | –                | –                | Stay              |
| «Rush»              | 2019        | –                | –                | –                | Stay              |
| «Run Like A Rebel»  | 2019        | –                | –                | –                | Stay              |
| «Can't Stop Me Now» | 2019        | –                | –                | –                | Stay              |

### Музичні відео
| Рік  | Відео                           | Режисер             |
| ---- | ------------------------------- | ------------------- |
| 2015 | «Oh My Love»                    | Джастін Пол Ремірез |
| 2017 | «Unstoppable» (lyric video)     | Пітер Рів           |
| 2017 | «Legend» (official lyric video) | Невідомий           |
| 2017 | «Miracle»                       | Джастін Пол Ремірез |
| 2018 | «Stronger»                      | Невідомий           |
| 2019 | «Dreamin ft. blackbear»         | Невідомий           |
| 2019 | «Stay»                          | Джейсон Лестер      |